# Karen Ankersted
Karen Marie Ankersted Hansen (18. juli 1859 i Ishøj Sogn – 6. november 1921 i København) var en dansk lærer og konservativ politiker. Hun var blandt de 4 første kvinder indvalgt i Folketinget ved valget i 1918.
Hun var datter af landmand, arbejdsmand Niels Hansen (død 1885) og Marie Nielsen (ca. 1822-1869), men henlevede sin barndom hos en plejemoder, Hanne Kopp. Hun var lærerinde, hvilket sikkert har inspireret Ankersted til at gå samme vej. Sommeren 1877 blev hun elev på Testrup Højskole, hvorefter Ankersted uddannede hun sig til privatlærerinde på N. Zahles Skole og aflagde lærerindeeksamen i 1881. I årene 1883-88 virkede hun som lærerinde ved Borgerdydskolen på Christianshavn og fik gradvist fast stilling under Københavns Kommunes skolevæsen. Fra 1883 var hun ansat ved Gasværksvejens Skole, senere Haderslevgades Skole, indtil sygdom i 1916 tvang hende til at gå ned i tid.
Karen Ankersted var en konservativ natur, der var optaget af kvinders rettigheder, men uden at høre til gruppen af aktive kvindesagsforkæmpere. Til gengæld var hun en ivrig forsvarer af sin stand. Ved stiftelsen af Københavns Kommunelærerindeforening i 1891 var hun aktiv. 1905-06 og 1910-12 var hun formand for denne sammenslutning. Hun var også delegeret og suppleant i Danske Kvinders Nationalråd.
Ankersted var tillige engageret i filantropiske og sociale initiativer rettet mod børn. Hun var formand for Fælleskomitéen for Feriebørns Landophold, bestyrelsesmedlem i Feriesanatoriet for svagelige Kommuneskolebørn og i Dansk Børnetandpleje. De konservative mærkesager prægede også hendes engagement: Fra 1917 var hun desuden medlem af bestyrelsen for afholdsinitiativet Københavnske Kvinders Kaffevogne og hun var tilhænger af øget kontrol med biografernes repertoire. Ankersted sad i bestyrelsen for Foreningen til Gadefærdselens Betryggelse og var fra 1916 medlem af menighedsrådet i Solbjerg Sogn på Frederiksberg.
Hun var politisk engageret i Højres Arbejder- og Vælgerforening i København, og da partiet skiftede navn og program i 1915, fulgte hun med over i Københavns Amts konservative Vælgerforening. Ved det første kommunalvalg, hvor kvinder kunne stille op, i 1909, blev hun valgt til medlem af Frederiksberg Kommunalbestyrelse sammen med Ellen Branth. Ved de følgende valg blev Ankersted konsekvent genvalgt, indtil hun selv udtrådte i 1919 for at hellige sig sin karriere i landspolitik. Hun sad i det amtslige skoleråd 1912-18.
Ankersted lagde primært sine kræfter på skole- og socialpolitikkens område. Det lykkedes hende i 1910 at medvirke til indførelsen af kommunal skoletandpleje på Frederiksberg som det første sted i landet. Efter kommunalvalget i 1917 fik hun sæde i kommunens budget-, social,- og fattigudvalg, og 1909-17 var hun medlem af fattigkommissionen.
Efter grundlovsændringen 1915 kunne kvinder nu stille op til Rigsdagen, hvilket Ankersted benyttede sig af. Hun blev indvalgt i 1918 og var sammen med Mathilde Malling Hauschultz de konservatives kvindelige politikere i dette kammer. Hun blev ikke valgt ved valget i april 1920, men var kun ude af Rigsdagen i nogle måneder, for i august samme år kom hun i Landstinget. Her nåede hun dog kun at sidde et år, idet hun døde i 1921. Hun nåede at præsentere sine tanker om lige pension til begge køn og var sit partis ordfører i behandlingen af lovforslag om tilsyn med børn og værgerådsforsorg og desuden ordfører i sagen om kvinders adgang til tjenestemandsstillinger, men hendes død forhindrede hende i at få en større politisk rolle.